# Ахондрит
Ахондрит је тип каменог метеорита, који су се значајно изменили током топљења и диференцијације од исконског тела. Настали су од ситних честица прашине и зрнаца које воде порекло из периода формирања Сунчевог система. У састав ахондрита не улазе хондруле, већ су грађени од материјала сличних базалту и плутонским стенама. Ахондрити чине око 8% свих метеорита на Земљи.

## Подела
Ахондрити се деле на четири класе и десетак група у оквиру њих:
| Класа                 | Опис                                           |
| --------------------- | ---------------------------------------------- |
| Примитивни ахондрити  | примитивног састава слично као хондрити        |
| Астероидски ахондрити | саства промењен услед топљења и кристализације |
| Лунарни ахондрити     | пореклом са Месеца                             |
| Марсовски ахондрити   | пореклом са Марса                              |